# Big Mac
A Big Mac az amerikai McDonald's Corporation védjegye bizonyos hamburgereire. A Big Mac tehát nem egy hamburgerfajta neve, mint pl. a cheeseburger, mivel ezen a néven csak a McDonald's Corporation gyárthatja, illetve adhat erre engedélyt másoknak (főleg franchise keretében). A védjegyét az EU területén belül elveszítette, így szabadon használható.

## A Big Mac története
Először 1968-ban vezették be az amerikai piacra válaszként a versenytárs, a Burger King Whopper nevű hamburgerére. „Minél nagyobb a Burger, annál jobb a Burger." Egy évvel korábban Jim Delligatti, a uniontowni (Pennsylvania) McDonald's vezetője fejlesztette ki a szendvicset.

## Konkurens termékek
A Big Mac szót egyesek – tévesen – szinonimaként használják más cégek nagyméretű, bőséges hamburgereire is.
A nagy „Royal Hamburger" először 1971-ben jelent meg az Amerikai Egyesült Államok piacán „Negyedfontos" névvel. Ez a hamburger a Big Mackel ellentétben egyemeletes volt, de szélesebb. A Big Machez hasonló hamburgert készített a Burger King gyorsétteremlánc is, ebben a termékben két szelet húspogácsa volt, és a „Big King" nevet viselte, de csak később került az éttermekbe.

## Elkészítése

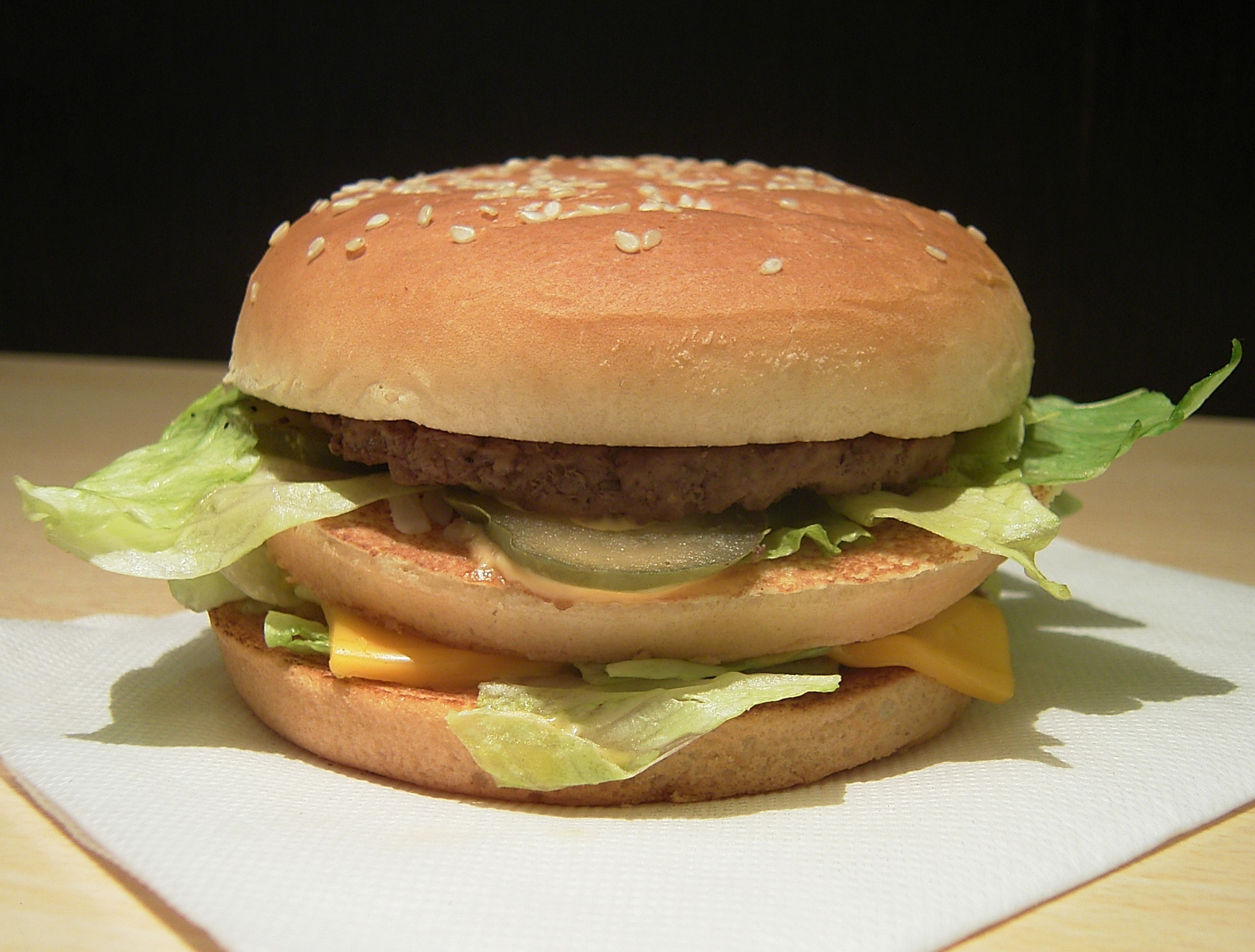
Japán Big Mac

Egy Big Mac hamburger az alábbi összetevőkből áll:
- tető, hamburgerzsömle (ill. puhazsemle vagy „bun", szezámmal szórva)
- egy ún. „Beef Patty" – egy szelet sült marha színhúsból készült fasírt (45 gramm)
- 2 szelet kapros uborka (ha túl kicsi szeletek, akkor 3 darab)
- csíkokra vágott jégsaláta (14 gramm)
- liofilizált vöröshagymakockák (3,5 gramm)
- öntet (10 ml)
- zsömle középső része
- újabb szelet „Beef Patty" (mint fent)
- Cheddar sajt
- újabb csíkokra vágott jégsaláta
- liofilizált vöröshagymakockák (mint fent)
- öntet (mint fent)
- a hamburgerzsömle alja

Az öntet speciális nyomócsöveken keresztül kerül a hamburgerbe, mivel fontos előírás, hogy minden egyes Big Mac hamburgerbe ugyanannyi öntet kerüljön. A hagymakockák, az uborkaszeletek és a „Beef Patty" hús ugyanúgy kerül a hamburgerbe, mint egy átlagos hamburger esetében.
A Big Mac hamburger készítéséhez egy speciális kenyérpirítót használnak, amellyel az alsó és felső zsömleszeleteket egyoldalasan megsütik, illetve a zsömle középső szeletének mindkét oldalát megpirítják. Ebben a kenyérpirítóban egyszerre maximum 4 Big Mac hamburgert lehet készíteni. Végül a hamburgereket becsomagolják.

## Tápérték-adatok (adagonként)
- 2131 kJ (509 kcal)
- 26 g zsír (ebből 10 g telitett zsírsav)
- 42 g szénhidrát (ebből 9 g cukor)
- 3 g rost
- 27 g fehérje
- 2,3 g só[2]

## Allergének
- glutén
- tojás
- szezámmag
- mustár[2]

## Fordítás
- Ez a szócikk részben vagy egészben  a   Big Mac című német Wikipédia-szócikk fordításán alapul.  Az eredeti cikk szerkesztőit annak laptörténete sorolja fel. Ez a jelzés csupán a megfogalmazás eredetét és a szerzői jogokat jelzi, nem szolgál a cikkben szereplő információk forrásmegjelöléseként.